# صواري (حي)
صواري هو مشروع مجمع سكني قيد الإنشاء، يقع بحي وسط بمدينة الإسكندرية شمال مصر في بداية طريق القاهرة - الإسكندرية الصحراوي، تمتلكه هيئة المجتمعات العمرانية الجديدة التابعة لوزارة الإسكان والمرافق والمجتمعات العمرانية، أنشأ بقرار رئيس الجمهورية رقم 225 لسنة 2019 على مساحة 418 فدان (1.69 كم²)، يضم العديد من الوحدات السكنية والمراكز الترفيهية.

## المخطط العام
- 64 برج سكني تضم 3068 وحدة سكنية على مساحة 60 فدان.[4]
- 310 فيلا سكنية على مساحة 57 فدان.[5]

## وصلات خارجية
- صفحة المشروع على موقع فيس بوك.